# جنگل وپر
جنگل وپر (به آلمانی: Weper) یک رشته‌کوه در آلمان است که در نورتایم (ناحیه) واقع شده‌است. جنگل وپر ۳۷۹ متر بالاتر از سطح دریا واقع شده‌است.